# ミシマサイコ
ミシマサイコ（三島柴胡、学名: Bupleurum stenophyllum）は、セリ科の多年草。

## 特徴
本州から四国・九州の日当たりの良い山野に自生する。高さ30 - 50 cm。
花期は8 - 10月で、小さな黄色の花を多数咲かせる。花弁は内側に曲がる。
葉は平行脈である。
生薬に使われるのは、根の部分で、ゴボウのような細長い円錐形または円柱形で、外面は淡褐色から褐色で深い皺がある。単一または分枝し、長さ10 - 20 cm、径0.5 - 1.5 cm。根頭には茎の基部を付けていることがある。
近年では乱獲により絶滅危惧種となっている。生薬の原料として、日本では茨城県、宮崎県、鹿児島県、熊本県を中心に、また中国などで栽培される。

## 生薬
ミシマサイコまたはその変種は薬用植物であり、根が柴胡（さいこ）という生薬として用いられ、日本薬局方に収録されている。解熱、鎮痛作用があり、大柴胡湯（だいさいことう）、小柴胡湯（しょうさいことう）、柴胡桂枝湯（さいこけいしとう）、加味帰脾湯（かみきひとう）などの多くの漢方方剤に配合される。

### 名称と由来
「柴胡」は此に木と書くが、「紫胡」と此に糸と書くのはよくある誤字である。
和名は、静岡県の三島市付近の柴胡が生薬の産地として優れていたことに由来する（現在の産地は、宮崎県、鹿児島県、中国、韓国など）。

### 柴胡剤
- 柴胡加竜骨牡蛎湯
- 柴胡桂枝乾姜湯
- 四逆散
- 加味逍遙散
- 抑肝散
- 補中益気湯
- 十味敗毒湯
- 柴胡清肝湯
- 柴朴湯
- 柴陥湯
- 柴苓湯